# Larry English
Larry English (Aurora, 22 gennaio 1986) è un ex giocatore di football americano statunitense che ha giocato per la maggior parte della carriera nei San Diego Chargers della National Football League (NFL).

## Carriera universitaria
Ha giocato con i Northern Illinois Huskies, squadra rappresentativa dell'università del Northern Illinois.
Riconoscimenti vinti:
- (3) All-MAC (2006, 2007 e 2008).
- (2) Miglior giocatore della MAC (2007 e 2008).

## Carriera professionistica

### San Diego Chargers
Al draft NFL 2009 è stato selezionato come 16 scelta assoluta dai Chargers. Il 2 agosto ha firmato un contratto di 5 anni. Ha debuttato nella NFL il 14 settembre 2009 contro gli Oakland Raiders indossando la maglia numero 52.
Nella stagione 2010 ha subito un grave infortunio al piede che l'ha costretto a saltare ben 8 partite.
Nella stagione 2011 gioca solamente 5 partite di cui nessuna da titolare.

## Vittorie e premi
Nessuno.

## Statistiche
| Partite totali             | 29 |
| Partite totali da titolare | 4  |
| Tackle totali              | 60 |
| Intercetti fatti           | 0  |
| Fumble forzati             | 1  |
| Fumble recuperati          | 1  |